# Политические партии Андорры
Политические партии Андорры —  политические партии, которые существовали или существуют в княжестве Андорра.

## История
Андорра имеет очень незначительный опыт деятельности политических партий. Первые партии в стране начали зарождаться только в 1975 — 1976 годах. До принятия конституции в 1993 году, в Андорре из-за существенных ограничений не было твёрдой партийной системы. В XXI веке в Андорре установилась нестабильная многопартийность, так как многие из созданных партий распадаются на меньшие.

## Действующие партии
| Название на русском             | Название на каталонском             | Сокращение | Политическая идеология                | Дата создания |
| ------------------------------- | ----------------------------------- | ---------- | ------------------------------------- | ------------- |
| Андорра за изменения            | Andorra pel Canvi                   | APC        | центризм                              | 2009          |
| Гражданская инициатива          | Iniciativa Ciutadana                | CI         | левоцентризм                          | 2012          |
| Демократическое обновление      | Renovació Democràtica               | -          | социал-либерализм                     | 2005          |
| Демократы за Андорру            | Demòcrates per Andorra              | -          | либеральный консерватизм              | 2011          |
| Зелёные Андорры                 | Els Verds d’Andorra                 | -          | зеленая политика, левые               | 2003          |
| Лауредианский союз              | Unió Laurediana                     | -          | консерватизм                          | 1997          |
| Либеральная партия Андорры      | Partit Liberal d’Andorra            | PLA        | либерализм                            | 1992          |
| Национальный союз прогресса     | Unió Nacional de Progrés            | -          | -                                     | -             |
| Новый Центр                     | Nou Centre                          | NC         | христианская демократия, консерватизм | 2005          |
| Местный союз группы независимых | Grup d’Unió Parroquial Independents | GUPI       | прогрессивизм                         | -             |
| Социал-демократическая партия   | Partit Socialdemòcrata              | PS         | социал-демократия                     | 2000          |
| Социал-демократия и прогресс    | Socialdemocràcia i Progrés          | SDP        | социал-демократия                     | 2013          |

## Недействующие партии
| Название на русском              | Название на каталонском   | Сокращение | Политическая идеология  | Годы существования |
| -------------------------------- | ------------------------- | ---------- | ----------------------- | ------------------ |
| XXI век                          | Segle 21                  | -          | консерватизм            | 2005 - ?           |
| Партия обновления Ордино         | Partit Renovador d'Ordino | PRO        | -                       | -                  |
| Единство и обновления            | Unitat i Renovació        | -          | -                       | -                  |
| Андоррский демократический центр | Centre Demòcrata Andorrà  | -          | христианская демократия |                    |
| Демократическая партия           | Partit Demòcrata          | -          | -                       | -                  |
| Местный союз Ордино              | Unió Parroquial d'Ordino  | UPdьО      | -                       | 1997 (?) - 2003    |
| Союз, сознание и прогресс        | Unió, Seny i Progrés      | -          | -                       | -                  |